# Kościół św. Józefa Oblubieńca Najświętszej Maryi Panny w Warnicach
Kościół pw. św. Józefa Oblubieńca NMP w Warnicach – kościół parafialny parafii św. Józefa Oblubieńca NMP w Warnicach.

## Opis
Kościół orientowany, murowany z ciosów granitowych (otynkowany poza jedną ścianą), z ceglaną absydą od wschodu, kruchtą od południa oraz dwuczłonową wieżą zakończoną 8-bocznym członem przykrytym ostrosłupowym hełmem. Halowy nakryty stropem belkowym.
Wyposażenie stanowi ołtarz polichromowany z 1604 w formie tryptyku, z elementami późnogotyckimi (rzeźby 12 apostołów z XV w. w bocznych skrzydłach) i barokowymi (sceny Ukrzyżowania z pocz. XVIII w. w części środkowej); kopia obrazu "Grosz czynszowy" Tycjana w górnej części. Na odwrocie skrzydeł tryptyku cztery obrazy z XVI w. Ponadto w kościele empora organowa, a nad kruchtą – empora kolatorska. Dwa świeczniki wiszące z 1858.
Na wieży dzwon wykonany w Szczecinie w 1781 r. przez J.H. Scheelsa.

## Historia
Zbudowany w 1. poł. XIV w. jako świątynia bezwieżowa, halowa wzniesiona z ciosów granitowych. Po raz pierwszy wzmiankowany w 1335, margrabia brandenburski Ludwik V Starszy nadał wówczas kolegiacie w Myśliborzu ze względu na jej ubóstwo („egestas et inopia”) patronat nad kościołami w Lipianach, Strzelcach Krajeńskich, Dobiegniewie i Warnicach. Na uposażenie kościoła były przeznaczone 4 łany gruntów. Przebudowany w 1858, kiedy to dostawiono ceglaną apsydę, kruchtę, zachodnią ścianę szczytową, a przy niej wieżę na planie czworoboku.
Poświęcenie kościoła 19.03.1946 przez ks. Stanisława Klimma.